# Église Saint-Jean-Baptiste de Sacy
L'église Saint-Jean-Baptiste est une église catholique située à Sacy sur la commune de Vermenton, dans le département de l'Yonne, en France.

## Localisation
L'église se trouve à l'ouest du village de Sagy.

## Historique
L'édifice a été initié au XIIe siècle.
Il est classé au titre des monuments historiques par décret du 21 octobre 1930.

## Description
Un imposant clocher octogonal de style roman caractérise cette église.